# Max Lemke
Max Lemke (2 de dezembro de 1996) é um canoísta alemão, campeão olímpico.

## Carreira
Lemke conquistou a medalha de ouro nos Jogos Olímpicos de Verão de 2020 em Tóquio na prova de K-4 500 m, ao lado de Max Rendschmidt, Ronald Rauhe e Tom Liebscher com o tempo de 1:22.219 minuto. Já nos Jogos Olímpicos de Verão de 2020 em Paris, ele conquistou duas medalhas de ouro: na competição do K-2 500 m masculino, com Jacob Schopf, e na disputa do K-4 500 m masculino, com Schopf, Max Rendschmidt e Tom Liebscher-Lucz.